# ベルボーイ

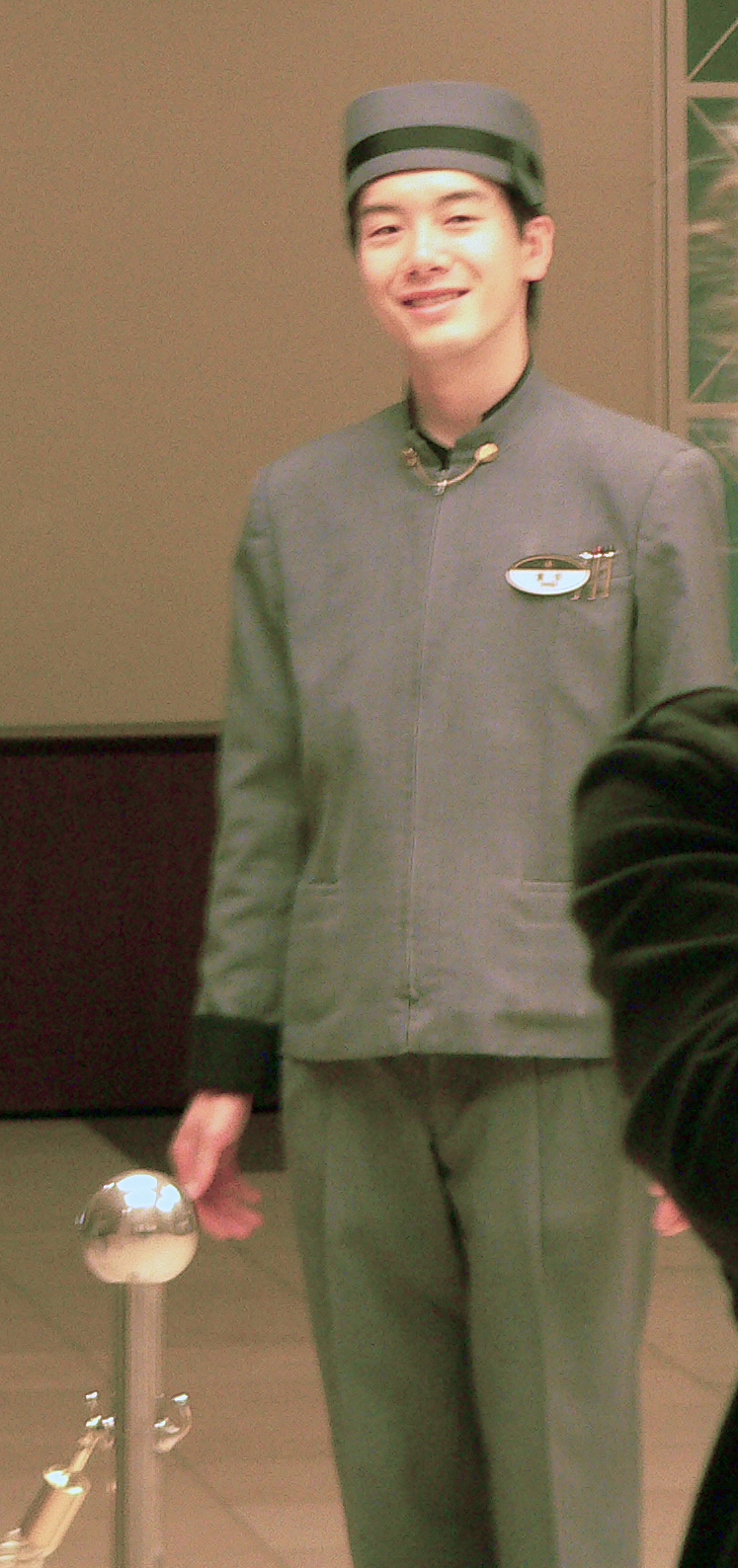
京都のホテルに勤務するベルボーイ（2007年5月19日）

ベルボーイ（英: bellboy）は、ホテルにおけるサービス業の一つ。ベルホップ（bellhop）やベルマン（bellman）、ベルスタッフ（bellstaff）などとも呼ばれている。女性の場合はベルガール（bellgirl）などと呼ばれる。

## 概要
ホテルにおいて宿泊客がチェックイン若しくはチェックアウトする際に、客の荷物などを部屋やロビーまで持ち運びし、案内することを業務としている。それ以外にも、客室や非常口などの設備の説明、タクシーの手配も行うなど、基礎的なコンシェルジュとしての役割を果たす場合もある。原則として、ドアマンなどと同様にケピ帽等の制服の着用が義務付けられている。
呼び名の一つであるベルホップという名称は、荷物を持ち運びさせる従業員を呼ぶ際にカウンターにあるベルを鳴らし、そのベルが鳴るたびに手空きの従業員が飛ぶようにやって来た（hop）ことに由来するとされている。
歴史的に、この仕事は新人ホテルマンの登竜門であるとされている。業務に就く上では、客にとっては最も身近な存在となるので、ホテル全体に関する知識や接客技術全般、豊かな社交性、気配りの上手さなどが、必要不可欠な要素となっている。
また、アメリカ合衆国やヨーロッパの大部分の国々では、日本とは違い彼らに対してチップを渡すことが、慣例となっている。

## ベルボーイが作中で扱われる作品
- 『夢のひととき』 - リチャード・ソープ監督による1945年の映画。ロバート・ウォーカー演じる冴えないベルボーイと、ヘディ・ラマー演じるヨーロッパ某国からやってきた王女の恋を描く。
- 『The Bellboy and the Playgirls』 - フランシス・フォード・コッポラならびにフリッツ・ウムゲルター監督による1962年の映画。
- 『フォー・ルームス』 - クエンティン・タランティーノ監督による、ベルボーイを主人公とした1995年のオムニバスコメディー映画。
- 『スイート・ライフ』 - ディズニー・チャンネル放送のコメディードラマ。主人公の双子の友人に、エステバンというベルボーイの登場人物がいる。
- 『HOTEL』 - 石ノ森章太郎の漫画「HOTEL」を原作としたドラマ。1990年、TBSにて放送。ドラマの中心人物となる赤川一平が最初に配属となるのがベルボーイであり、後に転属・昇進する間にも、数名の同僚ベルボーイが登場する。
- 『純と愛』 - 2012年後期のNHK連続テレビ小説のドラマ。主人公・狩野純が、オオサキプラザホテルに就職し、ベルガールに配属される。
- ザ・フーの6枚目のアルバム『四重人格』に、“Bell Boy”というベルボーイをテーマにした楽曲がある。
- BLANKEY JET CITYの3枚目のアルバム『C.B.Jim』に、“RED-RUM（夢見るBELL BOY）”というベルボーイをテーマにした楽曲がある。
- 欧米圏における料金紛失トリックを主題としたショートストーリーでは、しばしば給仕とならんで、話の主人公に据えられる場合が多い。